# 市川哲也
市川哲也（いちかわ てつや、1968年10月1日 - ）は、広島県出身のボートレーサー。登録第3499号。身長164cm。血液型A型。67期。広島支部所属。

## 来歴
スタート力が持ち味の典型的な速攻派タイプ。
- 2001年多摩川で行われた SG「第47回モーターボート記念」において、予選・準優を6戦6勝で通過。そして優勝戦は3号艇で登場。5コースカドから豪快なつけまいを決めて、SGでは史上5人目の完全優勝を達成（過去の4人は石原洋・彦坂郁雄・安部邦男・野中和夫）。
- 2014年8月26日、ボートレース唐津で開催された 一般戦「オラレ呼子開設8周年記念」6日目（最終日）第12R優勝戦に於いてイン逃げを決め勝利[1]、史上11人目となる24場制覇を達成した[2]。
- 2021年9月18日、ボートレース下関で開催された 一般戦「ふく〜る下関オープン9周年記念 日本トーター杯」4日目（最終日）第12R優勝戦に於いてイン逃げを決め勝利[3]、史上20人目となる通算100優勝を達成した。

## 獲得タイトル

### SG
- 1997年-第7回グランドチャンピオン決定戦（尼崎）
- 2000年-第15回賞金王決定戦（平和島）
- 2001年-第47回モーターボート記念（多摩川）
- 2003年-第18回賞金王シリーズ（住之江）

### GI
- 第10回新鋭王座決定戦（下関）
- 平和島42周年記念
- 第11回賞金王シリーズ（戸田、当時はGI）
- 若松45周年記念
- 第12回新鋭王座決定戦（宮島）
- 下関44周年記念
- 宮島45周年記念
- 福岡46周年記念
- 福岡47周年記念
- 第44回中国地区選手権（徳山）
- 蒲郡45周年記念
- びわこ49周年記念
- 第46回中国地区選手権（児島）
- 第47回中国地区選手権（宮島）
- 津2004年モーターボート大賞
- 桐生2006年ダイヤモンドカップ
- 琵琶湖54周年記念
- 宮島54周年記念
- 鳴門61周年記念（鳴門改修中のため宮島開催）

### GII
- 江戸川2014年江戸川634杯